# مارك هارتمان
مارك هارتمان (بالإنجليزية: Mark Hartmann)‏ (20 يناير 1992 بساوثهامبتون في المملكة المتحدة - ) هو لاعب كرة قدم بريطاني في مركز الوسط. شارك مع منتخب الفلبين تحت 23 سنة لكرة القدم ومنتخب الفلبين لكرة القدم. أما مع النوادي، فقد لعب مع نادي غلوبال وManila Nomads Sports Club ‏ وLoyola F.C. ‏ وBlackfield & Langley F.C. ‏.

## وصلات خارجية
- مارك هارتمان على موقع قاعدة بيانات كرة القدم.إي يو (الإنجليزية)
- مارك هارتمان على موقع ناشيونال فوتبول تيمز (الإنجليزية)
- مارك هارتمان على موقع Soccerway.com (الإنجليزية)